# Ødegaardhøgda
Ødegaardhøgda är en bergstopp i Antarktis. Den ligger i Östantarktis. Norge gör anspråk på området. Toppen på Ødegaardhøgda är 2 335 meter över havet, eller 685 meter över den omgivande terrängen. Bredden vid basen är 6,3 km. Ødegaardhøgda ingår i Otto-von-Gruber-Gebirge.
Terrängen runt Ødegaardhøgda är kuperad västerut, men österut är den platt. Trakten är obefolkad. Det finns inga samhällen i närheten. 